# Ptocasius geminus
Espèce
Ptocasius geminus est une espèce d'araignées aranéomorphes de la famille des Salticidae.

## Distribution
Cette espèce est endémique du Yunnan en Chine,. Elle se rencontre dans le xian de Gongshan.

## Description
Le mâle holotype mesure 4,60 mm et la femelle paratype 5,60 mm.

## Systématique et taxinomie
Cette espèce a été décrite par Yang et Peng en 2023.

## Publication originale
- Yang & Peng, 2023 : « A review of the Ptocasius Simon, 1885 spiders of Gaoligong Mountains, China (Araneae: Salticidae). » European Journal of Taxonomy, vol. 903, p. 1-61 (texte intégral).